# Izrek o neskončni opici
Izrèk o neskônčni ópici je miselni preskus, ki trdi, da bo opica, ki naključno tipka po tipkovnici pisalnega stroja, skoraj gotovo (to je z verjetnostjo enako 1) sčasoma natipkala poljubno knjigo iz Francoske narodne knjižnice (Bibliothèque nationale de France (BnF)). Med angleško govorečimi se v izreku pojavljajo Shakespeareova izbrana dela, Narodno knjižnico pa zamenjujeta Britanski muzej (British Museum) ali ameriška Kongresna knjižnica (Library of Congress).
Ime izreka je primer napačnega poimenovanja za zamisel iz Borelove knjige o verjetnosti iz leta 1909, ki je predstavila pojem »daktilografskih opic«. Te »opice« v resnici niso opice in se tudi ne vedejo kot resnične opice. V bistvo so bolj metafora, ki si jo je preprosto zapomniti, za abstraktni stroj, ki proizvaja naključno zaporedje črk.
Priljubljena oblika izreka pravi, da bo neskončno število opic, ki tipka neskončno dolgo, proizvedla dano besedilo. Obe neskončnosti pa sta pretirani. Ena nesmrtna opica, ki udari neskončno mnogo tipk, bo sčasoma natipkala dano besedilo, neskončno mnogo opic pa bo proizvedlo vsa možna besedila brez čakanja. V obeh primerih bo besedilo gotovo v neskončnem času.

## Mit o izvorih
Velikokrat omenjajo, čeprav je malo verjetno, da je Borel v svojem izreku uporabil opice in pisalne stroje na podlagi argumenta, ki ga je uporabil Huxley 30. junija 1860. Huxley se je zapletel v razpravljanje z anglikanskim oxfordskim škofom Wilberforceom na srečanju Britanske zveze za napredek znanosti (BA) v Oxfordu. Wilberforce je bil podpredsednik Zveze in se je razvnel ob Darwinovi knjigi O izvoru vrst (On the Origin of Species), ki je izšla nekaj mesecev prej, novembra 1859. O tej razpravi ne obstaja noben zapis. Sočasna poročila kakor tudi Huxleyjevi kasnejši spomini ne omenjajo nobenega vira na izrek o neskončni opici. Povezava razprave z izrekom je verjetno mestni mit, ki ga je sprožilo dejstvo, da je razprava gotovo vsebovala povezave na opice. Škof je vprašal ali je bil Huxley potomec opice po babičini strani ali po strani starega očeta. Huxley se je odzval, da bi bil raje potomec opice kot pa potomec nekoga, ki se prička kot škof. Tako je zelo malo verjetno, da je imel Huxley v mislih pisalni stroj. Čeprav so podelili patente za stroje, ki spominjajo na sodobne pisalne stroje že leta 1714, jih niso množično izdelovali vse do leta 1870. Pozoren razpravljalec kot je bil Huxley prav gotovo ne bi svojih trditev podpiral z napravo, ki je večina njegovih poslušalcev sploh ni poznala.

## Matematično ozadje
Opisani miselni preskus izhaja iz zamisli, da ima opica na voljo neskončno mnogo časa. Zanimivo je izračunati, koliko časa bi opica v resnici potrebovala, da bi se ji posrečilo kaj napisati. Izraz »neskončno« si namreč ljudje pogosto predstavljajo preveč po domače.
Izhajajmo iz predpostavke, da ima pisalni stroj 26 tipk (črke slovenske abecede in presledek) in da opica pritisne vsako sekundo eno tipko.
Potem bi se želena beseda s 3 črkami (npr.: miš) opici posrečila povprečno samo enkrat v 263 sekundah - tj. v malo manj kot 5 urah.
Če pa bi želeli od opice dobiti stavek Poet tvoj nov Slovencem venec vije, ki ima 34 črk, bi morali na to čakati 2634 sekund = 4 · 1040 let = 40 sekstilijard let = kvintilijonkrat toliko časa, kolikor znaša starost celotnega Vesolja.